# Liste des communes de la province de Las Palmas
Liste des 34 communes de la province de Las Palmas dans les îles Canaries.

Les îles Canaries.

## Cartes

Communes de la province de Las Palmas en Espagne.

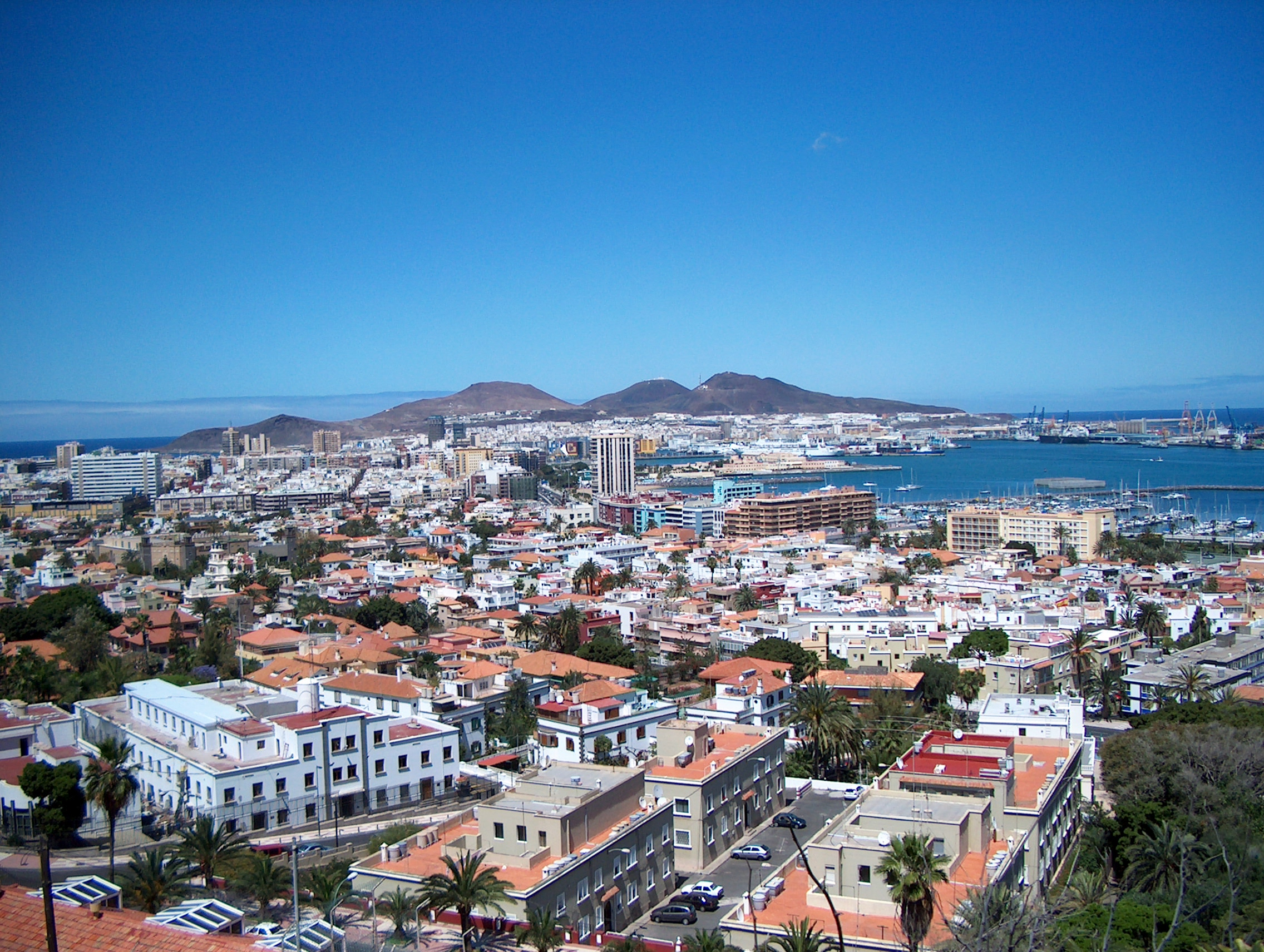
Vue de Las Palmas de Gran Canaria, capitale de la province.

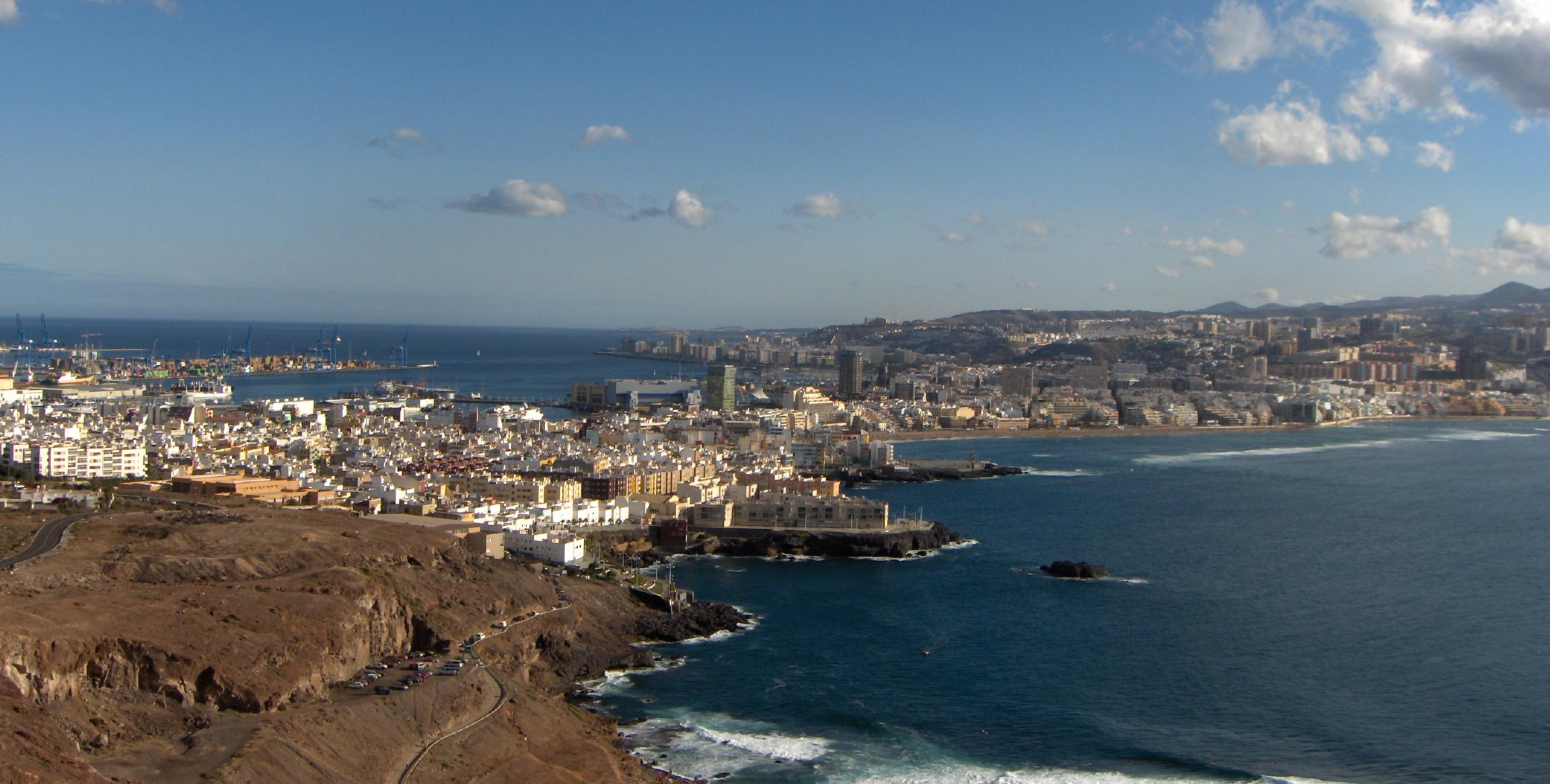
Autre vue de Las Palmas de Gran Canaria depuis la péninsule de La Isleta.

| Communes de Fuerteventura. | Communes de Grande Canarie. | Communes de Lanzarote. |

## Liste des communes
| Commune                             | Île            | Comarque              | District judiciaire        | Superficie km² | Population 2000 | Population 2010 | Population 2014 |
| ----------------------------------- | -------------- | --------------------- | -------------------------- | -------------- | --------------- | --------------- | --------------- |
| Agaete                              | Grande Canarie | GC-Noroeste           | Santa María de Guía        | 45,50          | 5 665           | 5 748           | 5 656           |
| Agüimes                             | Grande Canarie | GC-Sureste            | Santa Lucía de Tirajana    | 79,28          | 20 692          | 29 431          | 30 244          |
| La Aldea de San Nicolás             | Grande Canarie | GC-Oeste              | Santa María de Guía        | 123,58         | 8 070           | 8 623           | 8 225           |
| Antigua                             | Fuerteventura  | FV-Centro             | Puerto del Rosario         | 250,56         | 4 821           | 10 458          | 11 643          |
| Arrecife                            | Lanzarote      | LZ-Este               | Arrecife                   | 22,72          | 43 711          | 58 156          | 56 880          |
| Artenara                            | Grande Canarie | GC-Oeste              | Arucas                     | 66,70          | 1 572           | 1 230           | 1 180           |
| Arucas                              | Grande Canarie | GC-Área Metropolitana | Arucas                     | 33,01          | 31 973          | 36 745          | 37 056          |
| Betancuria                          | Fuerteventura  | FV-Centro             | Puerto del Rosario         | 103,64         | 677             | 823             | 733             |
| Firgas                              | Grande Canarie | GC-Centro Norte       | Arucas                     | 15,77          | 6 814           | 7 564           | 7 618           |
| Gáldar                              | Grande Canarie | GC-Noroeste           | Santa María de Guía        | 61,59          | 22 291          | 24 473          | 24 209          |
| Haría                               | Lanzarote      | LZ-Norte              | Arrecife                   | 61,59          | 4 201           | 5 249           | 4 736           |
| Ingenio                             | Grande Canarie | GC-Sureste            | Telde                      | 38,15          | 24 616          | 29 640          | 30 173          |
| Mogán                               | Grande Canarie | GC-Sur                | San Bartolomé de Tirajana  | 172,44         | 13 136          | 22 638          | 23 491          |
| Moya                                | Grande Canarie | GC-Noroeste           | Santa María de Guía        | 31,87          | 8 664           | 8 098           | 7 869           |
| La Oliva                            | Fuerteventura  | FV-Norte              | Puerto del Rosario         | 356,13         | 10 578          | 22 351          | 24 307          |
| Pájara                              | Fuerteventura  | FV-Sur                | Puerto del Rosario         | 383,52         | 12 923          | 20 622          | 19 679          |
| Las Palmas de Gran Canaria          | Grande Canarie | GC-Área Metropolitana | Las Palmas de Gran Canaria | 100,55         | 358 518         | 383 308         | 382 283         |
| Puerto del Rosario                  | Fuerteventura  | FV-Norte              | Puerto del Rosario         | 289,95         | 21 274          | 35 702          | 36 790          |
| San Bartolomé                       | Lanzarote      | LZ-Este               | Arrecife                   | 40,90          | 13 129          | 18 161          | 18 689          |
| San Bartolomé de Tirajana           | Grande Canarie | GC-Sur                | San Bartolomé de Tirajana  | 333,13         | 39 939          | 53 288          | 54 377          |
| Santa Brígida                       | Grande Canarie | GC-Área Metropolitana | Las Palmas de Gran Canaria | 23,81          | 18 153          | 19 135          | 18 775          |
| Santa Lucía de Tirajana             | Grande Canarie | GC-Sureste            | Santa Lucía de Tirajana    | 61,56          | 44 974          | 64 845          | 68 544          |
| Santa María de Guía de Gran Canaria | Grande Canarie | GC-Noroeste           | Santa María de Guía        | 42,59          | 14 032          | 14 200          | 13 968          |
| Teguise                             | Lanzarote      | LZ-Norte              | Arrecife                   | 263,98         | 12 184          | 20 105          | 21 101          |
| Tejeda                              | Grande Canarie | GC-Oeste              | Arucas                     | 103,30         | 2 565           | 2 133           | 1 990           |
| Telde                               | Grande Canarie | GC-Área Metropolitana | Telde                      | 102,43         | 88 110          | 100 900         | 102 076         |
| Teror                               | Grande Canarie | GC-Centro Norte       | Arucas                     | 25,70          | 11 898          | 12 944          | 12 606          |
| Tías                                | Lanzarote      | LZ-Este               | Arrecife                   | 64,61          | 13 537          | 19 869          | 19 658          |
| Tinajo                              | Lanzarote      | LZ-Suroeste           | Arrecife                   | 135,28         | 4 373           | 5 655           | 5 808           |
| Tuineje                             | Fuerteventura  | FV-Sur                | Puerto del Rosario         | 275,94         | 9 851           | 13 536          | 13 778          |
| Valleseco                           | Grande Canarie | GC-Centro Norte       | Arucas                     | 22,11          | 4 006           | 3 935           | 3 886           |
| Valsequillo de Gran Canaria         | Grande Canarie | GC-Centro Norte       | Telde                      | 39,15          | 8 049           | 9 099           | 9 233           |
| Vega de San Mateo                   | Grande Canarie | GC-Centro Norte       | Las Palmas de Gran Canaria | 37,89          | 7 424           | 7 699           | 7 698           |
| Yaiza                               | Lanzarote      | LZ-Suroeste           | Arrecife                   | 211,85         | 5 175           | 14 242          | 15 068          |
| Total                               | Total          | Total                 | Total                      | 4 065,78       | 897 595         | 1 090 605       | 1 100 027       |

## Communes par îles
| Île            | Superficie   | Nombre de communes | Superficie moyenne |
| -------------- | ------------ | ------------------ | ------------------ |
| Fuerteventura  | 1 659,74 km2 | 6                  | 276,62 km2         |
| Grande Canarie | 1 560,10 km2 | 21                 | 74,29 km2          |
| Lanzarote      | 845,94 km2   | 7                  | 120,85 km2         |
| Total          | 4 065,78 km2 | 34                 | 119,58 km2         |

## Galerie

Les six plus grandes villes de la province de Las Palmas (par ordre décroissant de population)
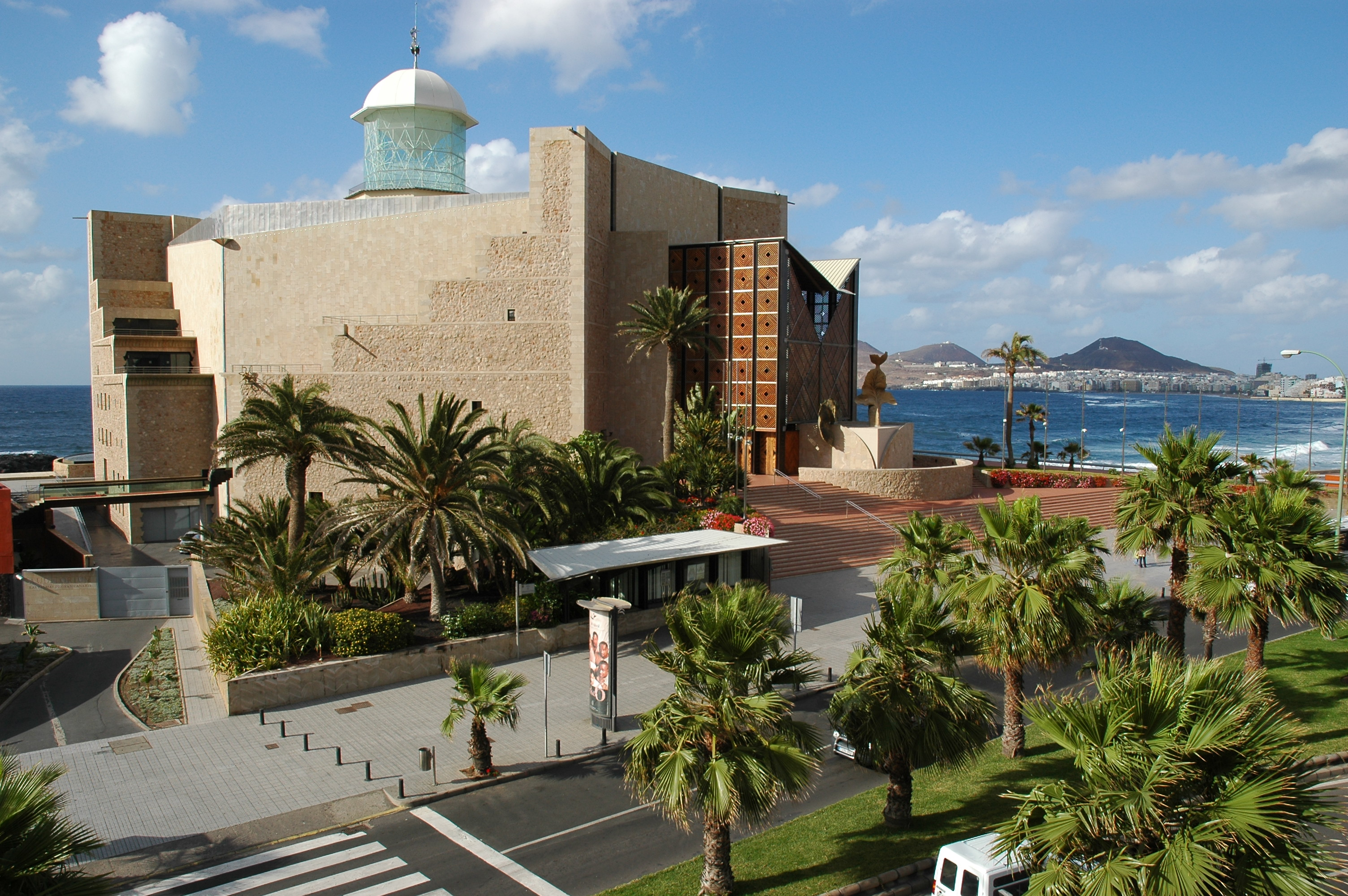
Las Palmas de Gran Canaria (Grande Canarie)
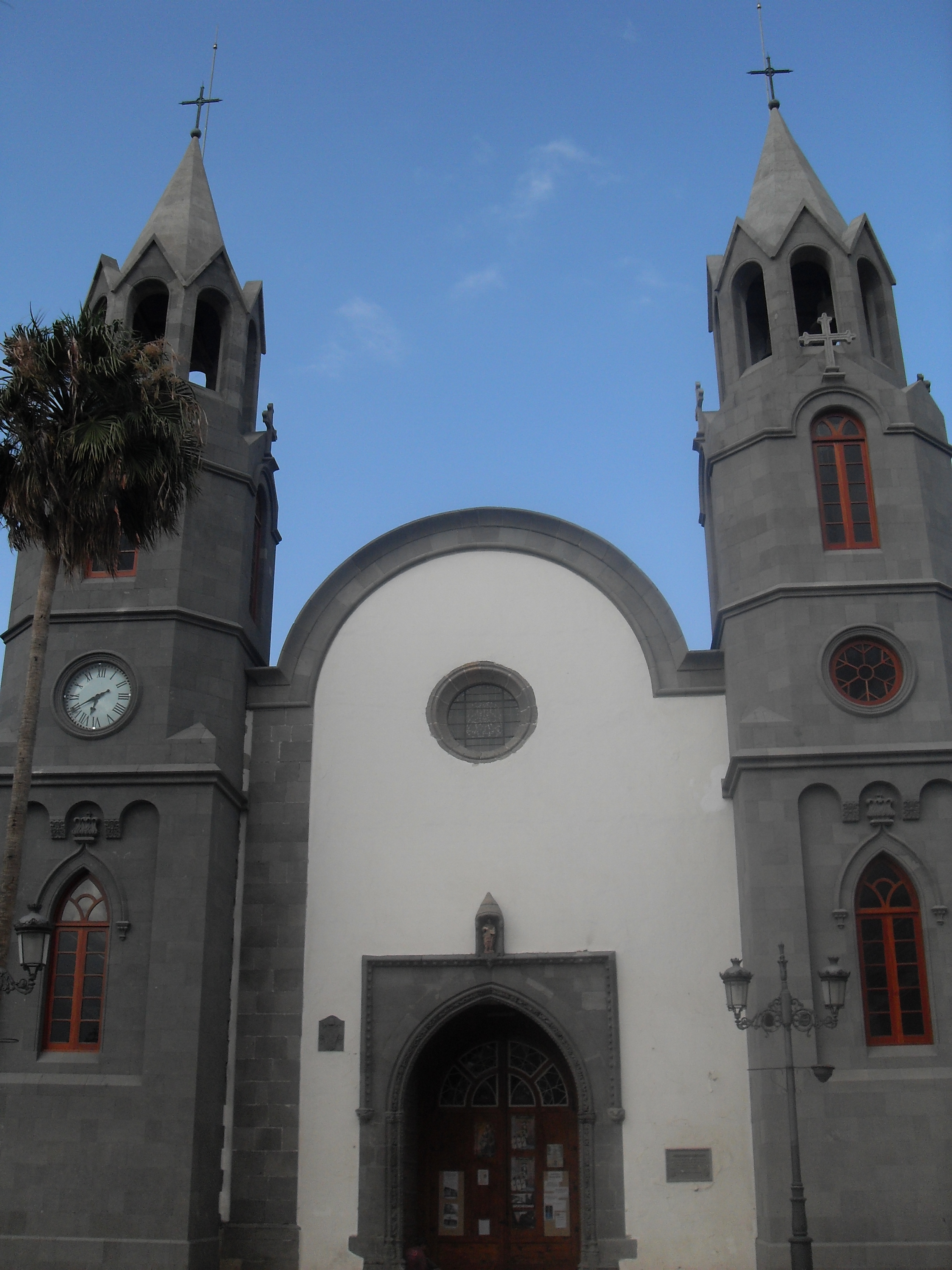
Telde (Grande Canarie)
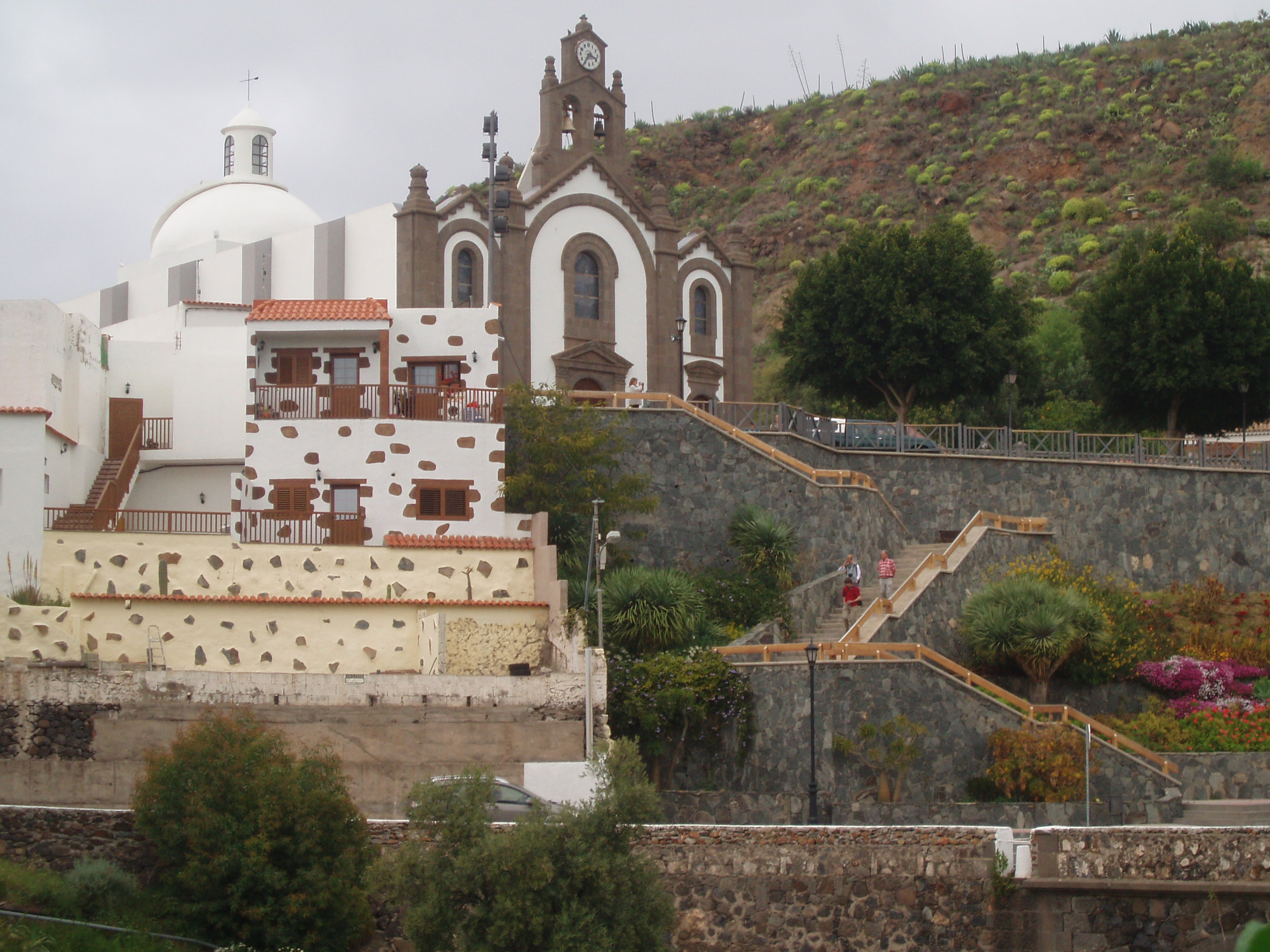
Santa Lucía de Tirajana (Grande Canarie)
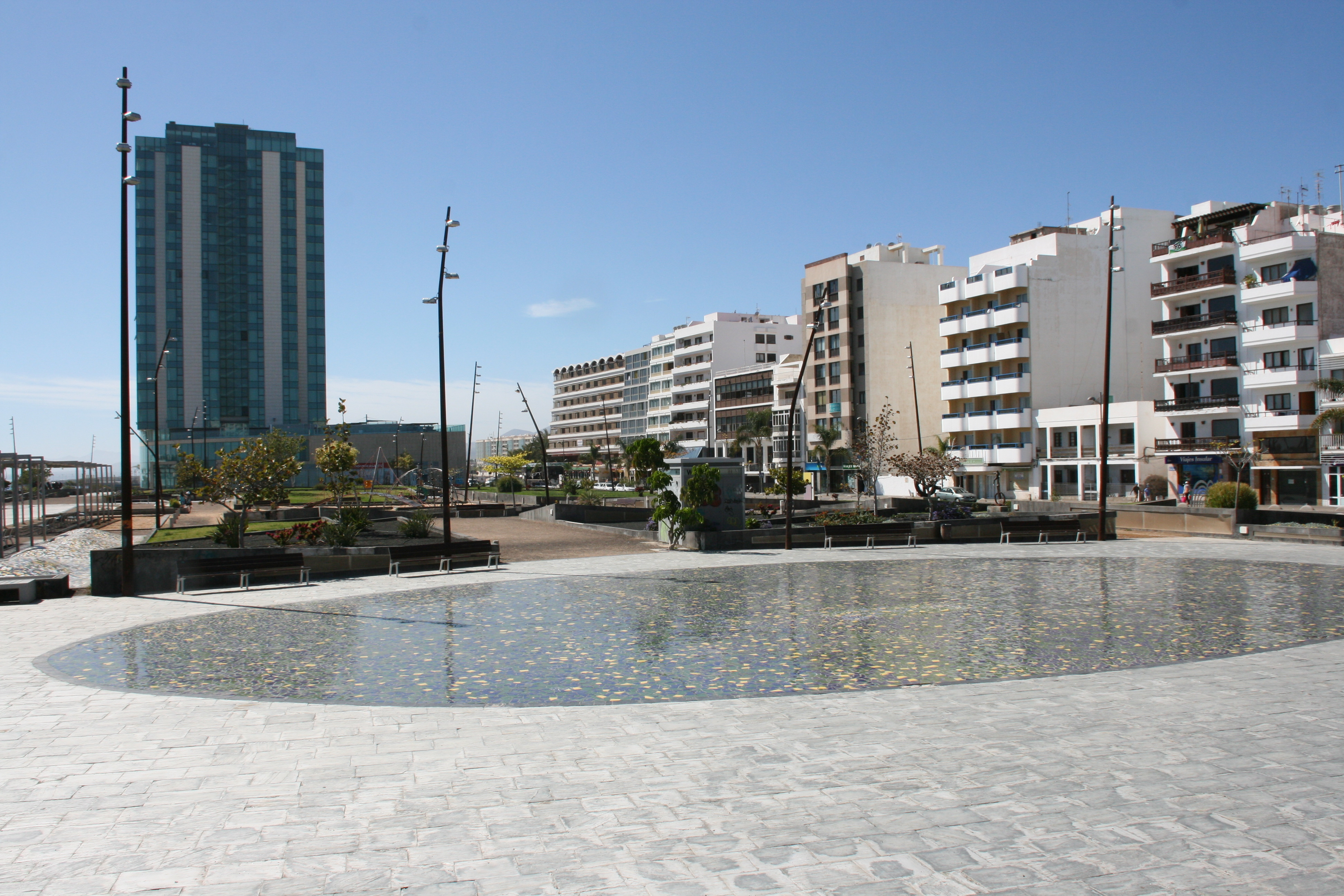
Arrecife (Lanzarote)
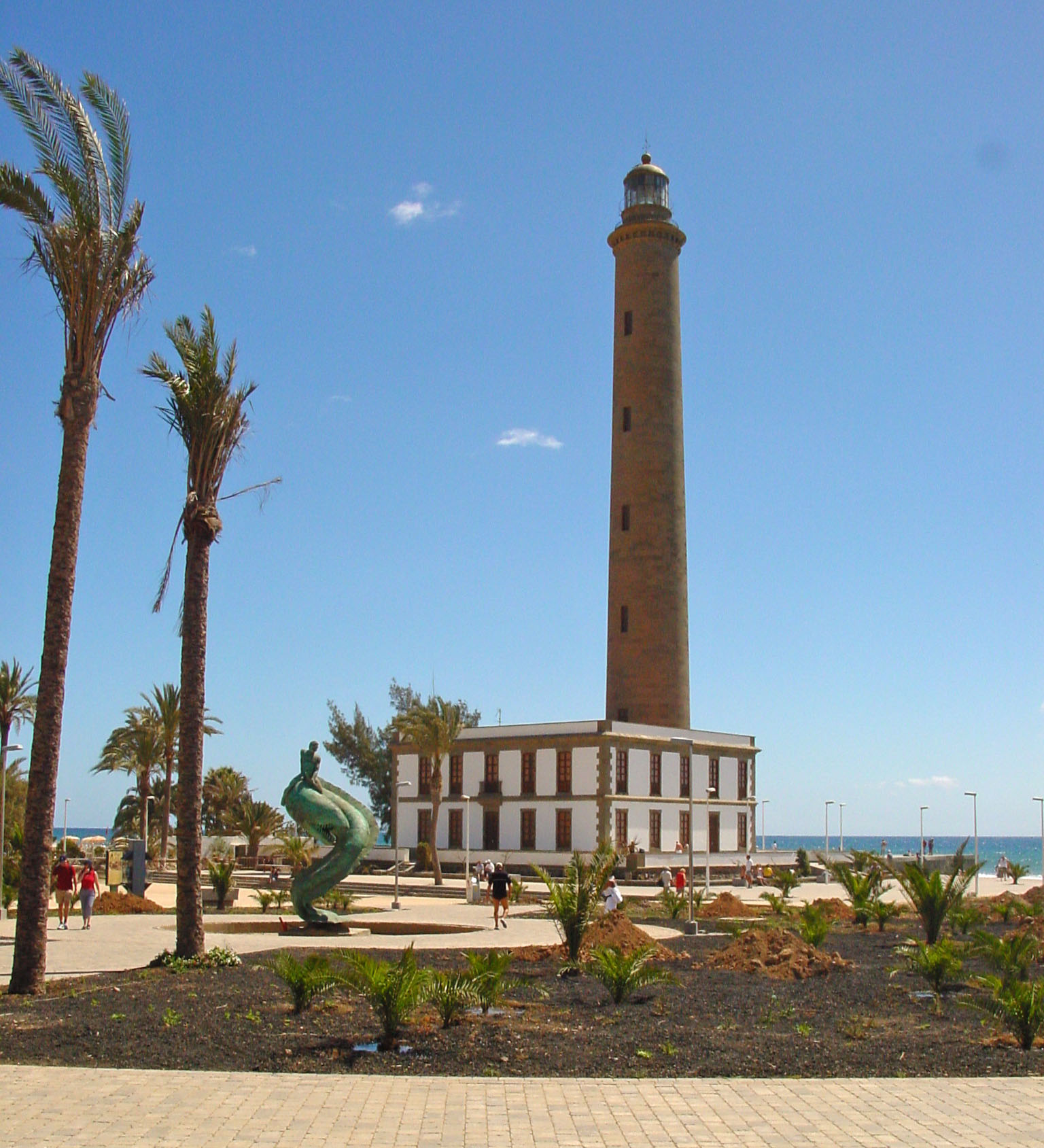
San Bartolomé de Tirajana (Grande Canarie)
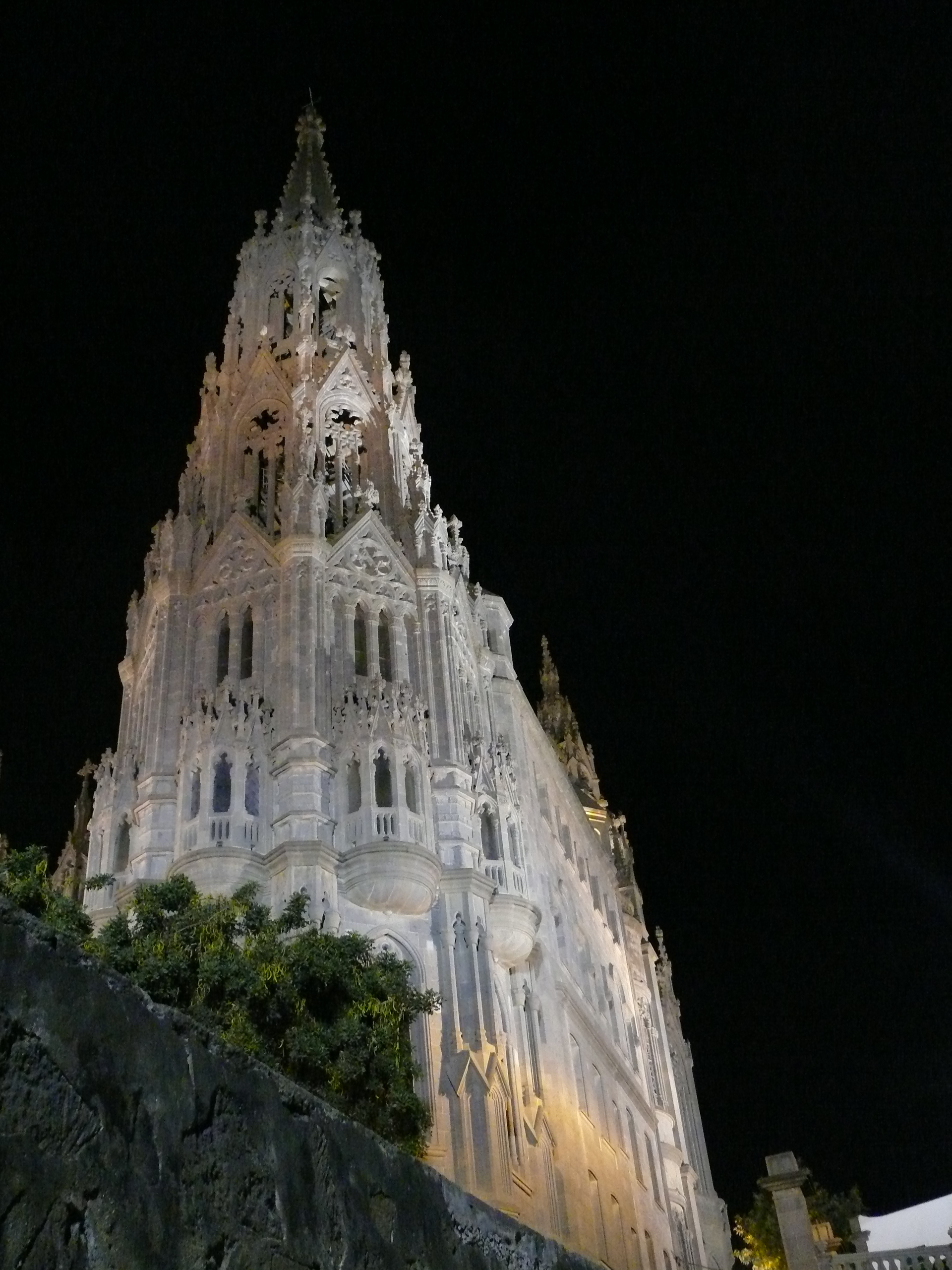
Arucas (Grande Canarie)

### Sources et bibliographie
- (es) Instituto Nacional de Estadistica
  - (es) Instituto Nacional de Estadistica, « Superficie, population (données non corrigées), densité : province de Las Palmas », sur www.ine.es (consulté le 28 mai 2015) 
  - (es) Instituto Nacional de Estadistica, « Données officielles de population résultant de la révision du recensement communal : province de Las Palmas : de 1996 à 2013 », sur www.ine.es (consulté le 28 mai 2015)
- (es) Varaciones de los municipios de España desde 1842, Ministerio de administraciones públicas, octobre 2008, 364 p. (lire en ligne) [PDF]

 : document utilisé comme source pour la rédaction de cet article.